# Patrick M'Boma
Henri Patrick Mboma Dem (sinh ngày 15 tháng 11 năm 1970) là một cựu tiền đạo bóng đá Cameroon và cựu vua phá lưới của đội tuyển bóng đá quốc gia Cameroon.

## Đội tuyển quốc gia
Sau khi ra mắt đội tuyển Cameroon năm 1995, Mboma ghi 33 bàn trong 57 trận. Ông thi đấu tại World Cup 1998 và 2002, cũng như cùng Cameroon đoạt huy chương vàng tại Thế vận hội 2000 và hai chức vô địch châu Phi năm 2000 và 2002. Ông được trao danh hiệu Cầu thủ xuất sắc nhất châu Phi năm 2000.

## Thống kê sự nghiệp
| Đội tuyển bóng đá Cameroon | Đội tuyển bóng đá Cameroon | Đội tuyển bóng đá Cameroon |
| Năm                        | Trận                       | Bàn                        |
| -------------------------- | -------------------------- | -------------------------- |
| 1995                       | 1                          | 0                          |
| 1996                       | 1                          | 1                          |
| 1997                       | 10                         | 6                          |
| 1998                       | 8                          | 1                          |
| 1999                       | 4                          | 3                          |
| 2000                       | 9                          | 9                          |
| 2001                       | 9                          | 4                          |
| 2002                       | 10                         | 5                          |
| 2003                       | 1                          | 0                          |
| 2004                       | 4                          | 4                          |
| Tổng cộng                  | 57                         | 33                         |